# Markell Johnson
Markell Davon Johnson (Cleveland, 25 agosto 1998) è un cestista statunitense.